# Consolida kandaharica
Consolida kandaharica är en ranunkelväxtart som beskrevs av M. Iranshahr. Consolida kandaharica ingår i släktet åkerriddarsporrar, och familjen ranunkelväxter. Inga underarter finns listade i Catalogue of Life.